# Plòvdiv
Plòvdiv és una ciutat de Bulgària, capital de la província de Plòvdiv. Amb una població de 346.893 (2018) i 675.000 a l'àrea metropolitana, és la segona ciutat del país, després de la capital, Sofia. És a les terres baixes de Tràcia, al costat del Maritsa i dels set turons i al nord-oest del riu Hebros. La població és, predominantment, búlgara tot i que habiten la ciutat minories de gitanos, turcs, jueus i armenis.

## Etimologia
Al llarg de la seva història la ciutat ha tingut fins a dotze noms. El seu nom eslau fou Plòvdiv derivat del traci Pulpudeva (Pulpu = 'Filip', deva = 'ciutat'), que es va deformar en eslau a Paldin o després Plavdin, i finalment Plòvdiv. D'altres afirmen que el nom de Plòvdiv apareix per primera vegada al segle xv i deriva probablement de noms més antics de la ciutat: Pulpudeva o Puldin (Пълдин).

## Història

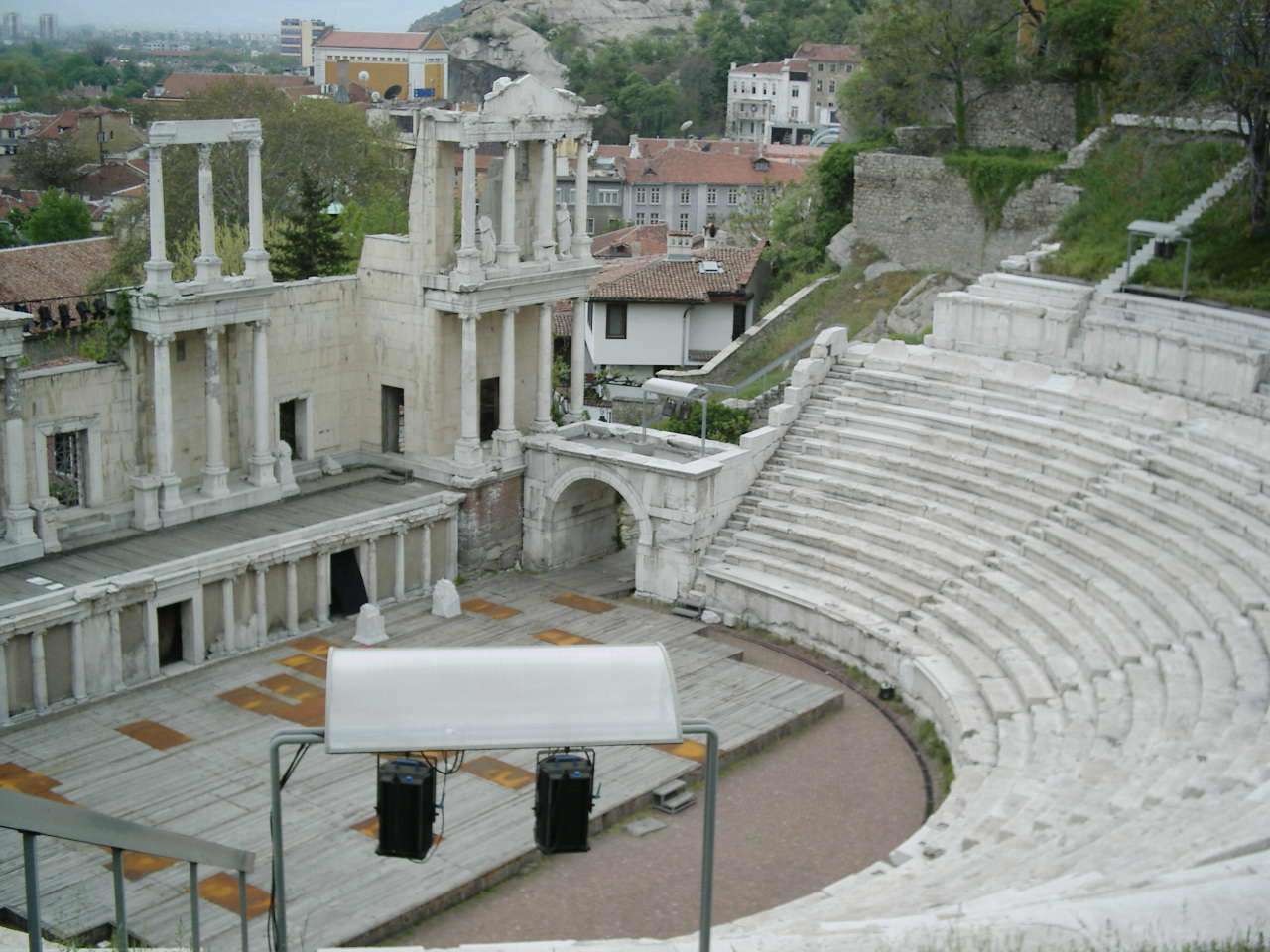
Teatre romà a Plòvdiv

Plòvdiv és una de les ciutats més velles d'Europa. Les primeres proves de civilització es remunten al període micènic.
L'any 342 aC, portava el nom de Pulpudeva i els grecs l'anomenaven Eumòlpies o Poneròpolis; fou conquerida per Filip II de Macedònia, pare d'Alexandre Magne, que hi va canviar el nom a Filipòpolis. Al segle ii aC, fou independent i va passar a mans dels reis de Tràcia, amb la qual cosa va passar a l'Imperi Romà i, per la seva situació entre tres turons, fou anomenada Trimontium i fou capital de la província romana de Tràcia. La via militaris, la via militar més important dels Balcans passava per Trimontium. Encara avui dia s'hi conserven importants vestigis de l'època romana.
A mitjan segle vi, s'hi establiren els eslaus, que la van anomenar Pludin. No fou fins a l'any 815 que esdevingué part del Regne de Bulgària. En els segles següents, el control de la ciutat canviaria de mans entre Bulgària i l'Imperi Romà d'Orient. Fou recuperada pels romans el 971; vers el 1205 fou conquerida per Kaloian de Bulgària i fou recuperada per l'Imperi Llatí vers el 1205 i convertida en capital del ducat de Filipòpolis, sota els ducs Rainer de Trith i després Gerard de Strem, però conquerida pels búlgars, el ducat no va arribar mai a organitzar-se. Vers el 1225, estava altre cop en mans de Bulgària. El 1263, els romans la van ocupar altre cop i la van conservar fins a la conquesta búlgara el 1322. La van recuperar l'any següent, però la van donar a Bulgària el 1344 com a preu per l'ajut búlgar de Joan V Paleòleg en la Guerra civil romana.
El 1369 o el 1364, la ciutat és conquerida per les forces l'Imperi Otomà dirigides per Lala Shahin. Va agafar el nom de Filibe i va esdevenir, llavors, capital de l'eyalat de Rumèlia amb Lala Shahin com a primer beglergbegi. Després fou cap d'un wilayat i d'una nahiye. Sota els otomans s'hi van establir tàrtars i turcs. La ciutat fou seu d'un metropolità grec.
Sota el control otomà, Plòvdiv fou el centre del moviment nacional búlgar. L'any 1878, la ciutat és alliberada dels otomans; després de la batalla de Plòvdiv, va esdevenir capital del principat autònom de Rumèlia oriental. L'any 1885 la ciutat va quedar annexada finalment a Bulgària.
Passada la Segona Guerra Mundial i ja sota un govern comunista, Plòvdiv esdevé el centre del moviment democràtic del país fins a la caiguda del règim comunista, ocorreguda el 1989.

## Persones il·lustres
- Nikola Padevski (1933), Gran Mestre d'escacs.
- Hristo Stoítxkov (1966), futbolista.